# Heineken-Preis
Die Königlich-Niederländische Akademie der Wissenschaften vergibt unter dem Namen Heineken-Preis mehrere Preise, die von Stiftungen der Heineken-Brauerei finanziell unterstützt werden. 
- C.L. de Carvalho-Heineken-Preis für Kognitionswissenschaft
- H.P.-Heineken-Preis für Biochemie und Biophysik

A.H.-Heineken-Preis
- A.H.-Heineken-Preis für Medizin
- A.H.-Heineken-Preis für Umweltwissenschaften
- A.H.-Heineken-Preis für Geschichte
- A.H.-Heineken-Preis für Kunst